# Mas de Sant Marc
El Mas de Sant Marc, o Mas d'en Candi, és una obra de Puigcerdà (Baixa Cerdanya) inclosa a l'Inventari del Patrimoni Arquitectònic de Catalunya.

## Descripció
Es tracta d'un gran mas cerdà. El seu habitatge té obertures verticals harmòniques, amb llindes de pedra. Consta de planta baixa, dos pisos i mansarda amb coberta de pissarra. Està envoltat de diferents dependències de badius i corts, encerclades en el seu bell mig per l'era i reclòs per la gran portalada d'entrada, aquesta és de nova factura (de l'any 1913) amb pilars granítics i escut a la volada.
Pertany a aquest mas la capella neoromànica de Sant Marc.